# Adenitis mesentèrica
L'adenitis mesentèrica és una inflamació de ganglis limfàtics mesentèrics, causat per infeccions intestinals, virals de vies respiratòries.